# Washingtonovo náměstí (film)
Washingtonovo náměstí (anglicky: Washington Square) je americký film režisérky Agnieszky Hollandové z roku 1997 natočený podle stejnojmenného románu Henryho Jamese.

## Tvůrci
- Námět: Henry James román Washingtonovo náměstí
- Režie: Agnieszka Holland
- Další údaje: barevný, 115 min, drama